# Neomarius gandolphii
Neomarius gandolphii är en skalbaggsart som beskrevs av Leon Fairmaire 1873. Neomarius gandolphii ingår i släktet Neomarius och familjen långhorningar. Inga underarter finns listade i Catalogue of Life.